# Diphauloppia luminosa
Diphauloppia luminosa är en kvalsterart som först beskrevs av Hammer 1973.  Diphauloppia luminosa ingår i släktet Diphauloppia och familjen Oribatulidae. Inga underarter finns listade i Catalogue of Life.